# World Doubles Cup
Il WTA Doubles Cup è stato un torneo femminile di tennis che si giocato dal 1975 al 1997. Si è disputato a Tokyo in Giappone dal 1975 al 1977, dal 1979 al 1981, dal 1983 al 1985 e dal 1987 al 1989. A Salt Lake City negli USA nel 1978, a Fort Worth negli USA nel 1982, a Nashville negli USA nel 1986, a Orlando negli USA nel 1990, a Tarpon Springs negli USA nel 1991, a Wesley Chapel negli USA dal 1992 al 1994 e a Edimburgo nel Regno Unito dal 1995 al 1997. Si è giocato sul sintetico indoor dal 1975 al 1981 e dal 1983 al 1990 e sulla terra rossa nel 1982 e dal 1991 al 1997.

## Albo d'oro
| Anno | Campionesse                            | Finaliste                                | Punteggio     |
| ---- | -------------------------------------- | ---------------------------------------- | ------------- |
| 1975 | Margaret Court / Virginia Wade         | Rosemary Casals / Billie Jean King       | 6–7, 7–6, 6–2 |
| 1976 | Martina Navrátilová / Betty Stöve      | Mona Schallau / Ann Kiyomura             | 6–3, 6-2      |
| 1977 | Martina Navrátilová / Betty Stöve      | Françoise Dürr / Virginia Wade           | 7–5, 6–3      |
| 1978 | Billie Jean King / Martina Navrátilová | Françoise Dürr / Virginia Wade           | 6–4, 6–4      |
| 1979 | Françoise Dürr / Betty Stöve           | Sue Barker / Ann Kiyomura                | 7–5, 7–6      |
| 1980 | Billie Jean King / Martina Navrátilová | Sue Barker / Ann Kiyomura                | 7–5, 6–3      |
| 1981 | Sue Barker / Ann Kiyomura              | Barbara Potter / Sharon Walsh            | 7–5, 6–2      |
| 1982 | Martina Navrátilová / Pam Shriver      | Kathy Jordan / Anne Smith                | 7–5, 6–3      |
| 1983 | Billie Jean King / Sharon Walsh        | Kathy Jordan / Anne Smith                | 6–1, 6–1      |
| 1984 | Ann Kiyomura / Pam Shriver             | Barbara Jordan / Elizabeth Sayers        | 6–3, 6–7, 6–3 |
| 1985 | Kathy Jordan / Elizabeth Smylie        | Betsy Nagelsen / Anne White              | 4–6, 7–5, 6–2 |
| 1986 | Barbara Potter / Sharon Walsh          | Kathy Jordan / Elizabeth Smylie          | 6–4, 6–3      |
| 1987 | Claudia Kohde Kilsch / Helena Suková   | Elise Burgin / Pam Shriver               | 6–1, 7–6      |
| 1988 | Katrina Adams / Zina Garrison          | Gigi Fernández / Robin White             | 7–5, 7–5      |
| 1989 | Gigi Fernández / Robin White           | Elizabeth Smylie / Wendy Turnbull        | 6–2, 6–2      |
| 1990 | Larisa Neiland / Nataša Zvereva        | Manon Bollegraf / Meredith McGrath       | 6–4, 6–1      |
| 1991 | Gigi Fernández / Helena Suková         | Larisa Neiland / Nataša Zvereva          | 4–6, 6–4, 7–6 |
| 1992 | Jana Novotná / Larisa Neiland          | Arantxa Sánchez Vicario / Nataša Zvereva | 6–4, 6–2      |
| 1993 | Gigi Fernández / Nataša Zvereva        | Arantxa Sánchez Vicario / Larisa Neiland | 7–5, 6–3      |
| 1994 | Jana Novotná / Arantxa Sánchez Vicario | Gigi Fernández / Nataša Zvereva          | 6–2, 7–5      |
| 1995 | Meredith McGrath / Larisa Neiland      | Manon Bollegraf / Rennae Stubbs          | 6–2, 7–6      |
| 1996 | Nicole Arendt / Manon Bollegraf        | Gigi Fernández / Nataša Zvereva          | 6–3, 2–6, 7–6 |
| 1997 | Nicole Arendt / Manon Bollegraf        | Rachel McQuillan / Nana Miyagi           | 6–1, 3–6, 7–5 |